# Hans Zscheckenbürlin
Hans Zscheckenbürlin (erstmals erwähnt 1408; † 24. Juli 1477) war ein Schweizer Politiker.
Hans Zscheckenbürlin war der legitimierte Sohn des Heinzmann Zscheckenbürlin, Schaffner zu Rappoltsweiler im Elsass. Er kam als Wechsler und Kaufmann mit Beteiligungen an mehreren Silberbergwerken zu Reichtum und vertrat ab 1442 die Safranzunft im Kleinen Rat von Basel. Von 1469 bis 1475 war er Oberstzunftmeister und bekleidete damit das zweithöchste Amt nach dem des Bürgermeisters. 